# Riječani (Cetinje)
Pour les articles homonymes, voir Riječani.
Riječani (en serbe cyrillique : Ријечани) est un village du sud du Monténégro, dans la municipalité de Cetinje.

## Démographie

### Évolution historique de la population[1]
| 1948 | 1953 | 1961 | 1971 | 1981 | 1991 | 2003 |
| ---- | ---- | ---- | ---- | ---- | ---- | ---- |
| 218  | 216  | 164  | 125  | 97   | 24   | 20   |